# Esporte Clube Maceió
Esporte Clube Maceió foi uma agremiação esportiva da cidade de Maceió.

## História
Disputou o Campeonato Alagoano em quatro oportunidades. Ficou conhecido por tomar a maior goleada da história do Campeonato Alagoano, 22x0 pro CSA em 1944 no Estádio da Pajuçara.
Em 1943, o clube ficou em quarto lugar na Segunda divisão do Campeonato Alagoano.

## Estatísticas

### Participações
| Competição | Competição          | Temporadas | Melhor campanha    | Estreia | Última | P | R |
| Alagoas    | Campeonato Alagoano | 4          | 6º Colocado (1947) | 1944    | 1947   | – | – |